# Согдийци
Согдийците са исторически ирански народ в Централна Азия.
Те живеят главно в историческата област Согдиана и говорят източноиранския согдийски език. През IV-VIII век согдийците играят важна роля в международната търговия по Пътя на коприната и оказват значително културно влияние в отдалечени области на Централна Азия. Така използваната от тях согдийска азбука става основа на монголската и уйгурската писменост. След VIII век согдийците са асимилирани от по-късни ирански и тюркски заселници и са сред предшествениците на съвременните таджики.